# Louis Strebler
Louis Strebler (né le 2 février 1881 à Saint-Louis (Missouri) et mort le 31 décembre 1962 dans la même ville) est un lutteur sportif américain.

## Biographie
Louis Strebler obtient une médaille de bronze olympique, en 1904 à Saint-Louis en poids coqs.